# Veranclassic-Ago
L'equip Veranclassic-Ago (codi UCI: VER) va ser un equip ciclista belga, amb categoria continental. Creat al 2013 amb part de l'estructura de la formació algeriana Geofco-Ville d'Alger, competia principalment a l'UCI Europa Tour.
També competeix en ciclocròs.

## Principals resultats
- Gran Premi de la vila de Nogent-sur-Oise: Robin Stenuit (2015)
- Memorial Philippe Van Coningsloo: Robin Stenuit (2015)
- Gran Premi Stad Sint-Niklaas: Justin Jules (2016)

### A les grans voltes
- Giro d'Itàlia
  - 0 participacions
- Tour de França
  - 0 participacions
- Volta a Espanya
  - 0 participacions

## Classificacions UCI

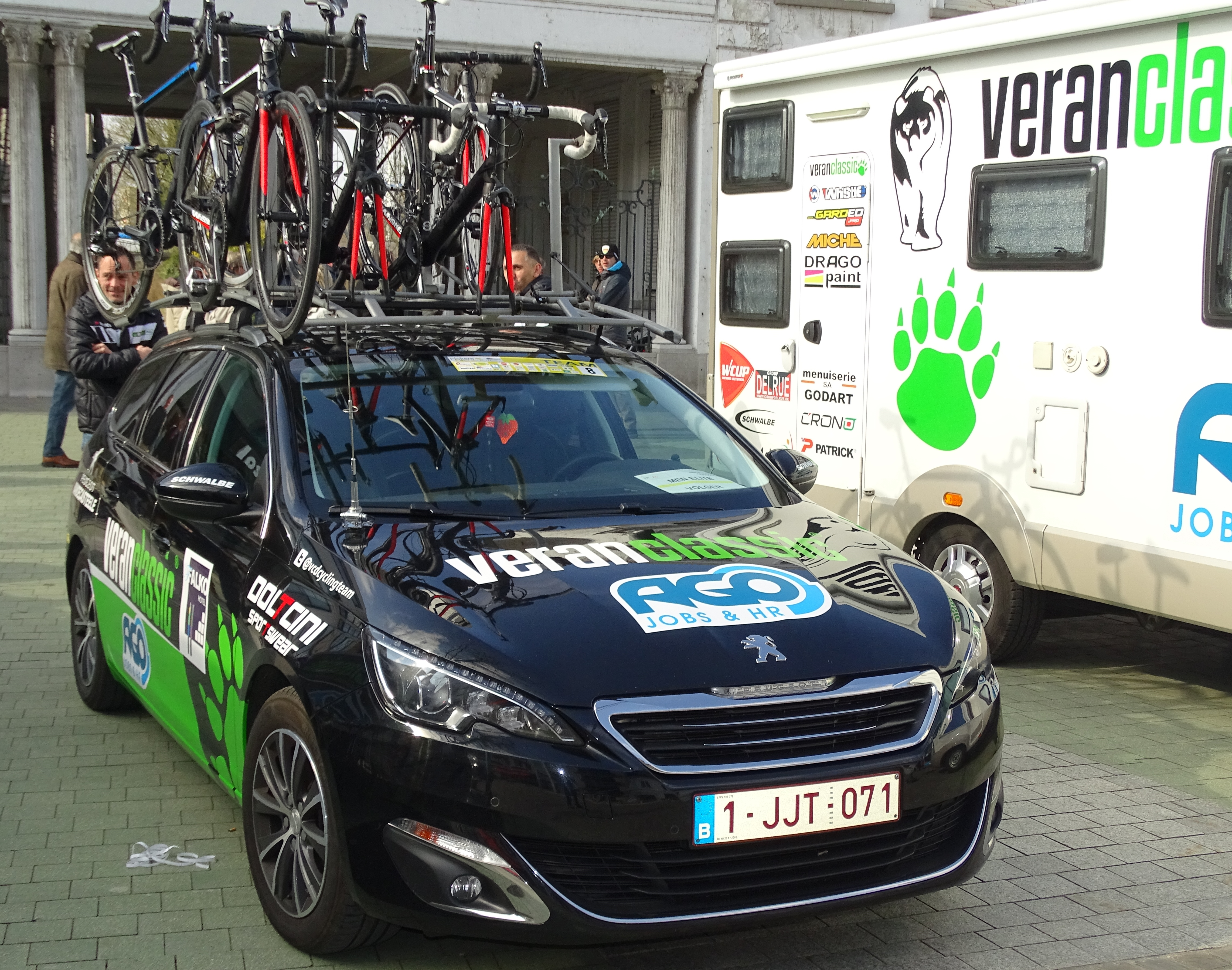
Vehicles de suport al 2016

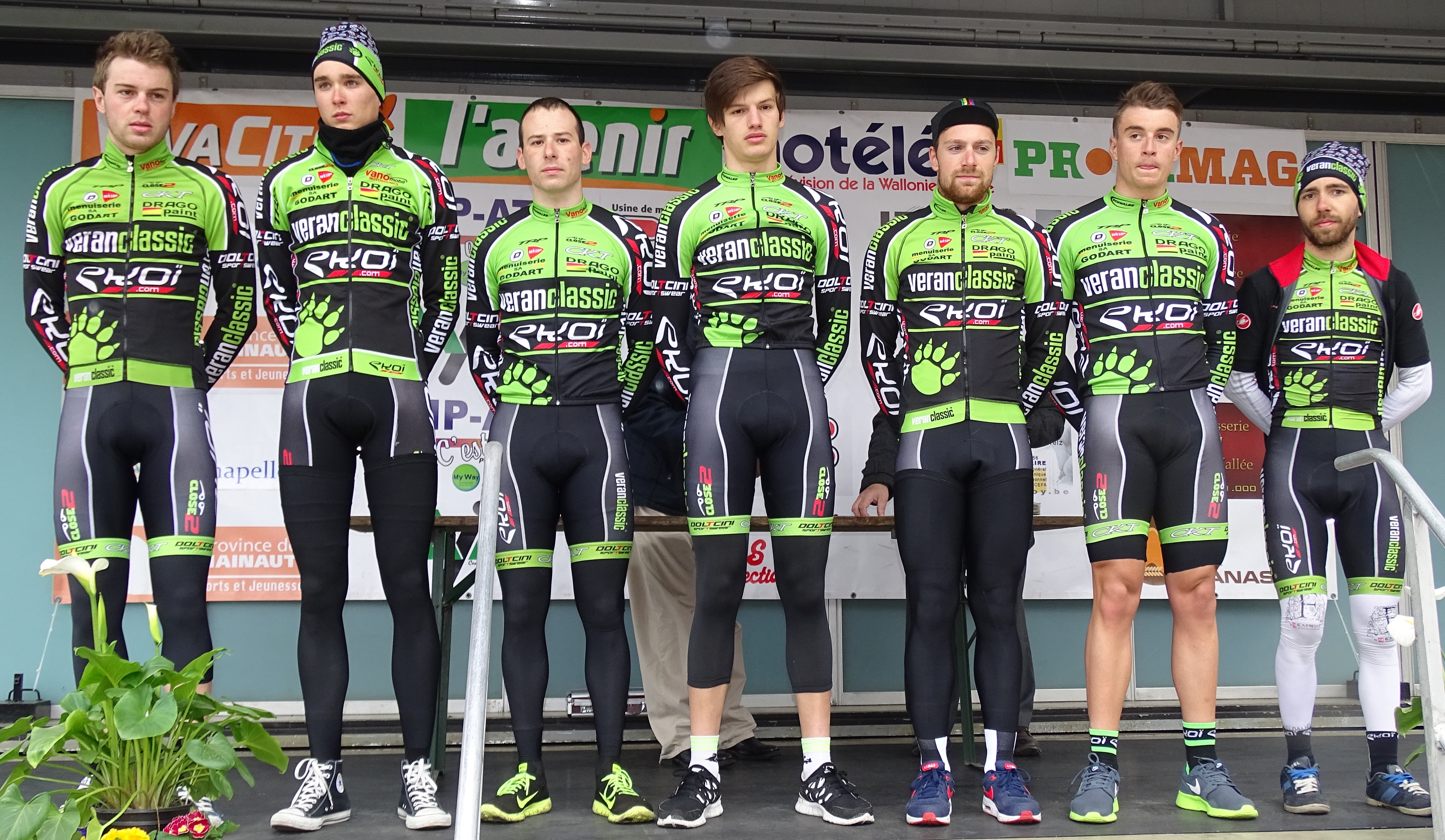
L'equip al 2015

L'equip participa en els Circuits continentals de ciclisme. La següent classificació estableix la posició de l'equip en finalitzar la temporada.
UCI Àfrica Tour
| Temporada | Classificació per equips | Millor ciclista en la classificació individual |
| --------- | ------------------------ | ---------------------------------------------- |
| 2015      | 10è                      | Justin Jules (62è)                             |
| 2016      | 17è                      | Justin Jules (135è)                            |

UCI Àsia Tour
| Temporada | Classificació per equips | Millor ciclista en la classificació individual |
| --------- | ------------------------ | ---------------------------------------------- |
| 2014      | 60è                      | Bob Schoonbroodt (121è)                        |
| 2015      | 76è                      | Jonathan Breyne (247è)                         |

UCI Europa Tour
| Temporada | Classificació per equips | Millor ciclista en la classificació individual |
| --------- | ------------------------ | ---------------------------------------------- |
| 2013      | 91è                      | Gorik Gardeyn (377è)                           |
| 2014      | 58è                      | Joeri Stallaert (148è)                         |
| 2015      | 71è                      | Justin Jules (111è)                            |
| 2016      | 85è                      | Justin Jules (522è)                            |